# Will James (rugby à XV, 1976)
Pour les articles homonymes, voir James et Will James (homonymie).

a Compétitions nationales et continentales officielles uniquement.

b Matchs officiels uniquement.
Dernière mise à jour le 3 octobre 2021.
William John James, né le 22 décembre 1976 à Plymouth (Angleterre), est un joueur de rugby à XV international gallois évoluant au poste de deuxième ligne. 

## Carrière
Il joue en club avec le Gloucester RFC entre 2006 et 2014, après avoir joué avec le Pontypridd RFC et les Cornish Pirates. Il obtient sa première cape internationale le 4 août 2007 à l’occasion d’un match contre l'équipe d'Angleterre.

## Statistiques en équipe nationale
- 4 sélections avec le pays de Galles
- Sélections par année : 4 en 2007
- Tournoi des Six Nations disputé : aucun.
- Coupe du monde disputée : 2007 (1 sélection contre le Japon)

## Palmarès
- Finaliste du Championnat d'Angleterre en 2007
- Finaliste de la Coupe anglo-galloise en 2009 et 2010